# فدوى أبو مريفة
فدوى بنت سلامة بن عودة أبو مريفة الحويطي عضو مجلس الشورى السعودي، منذ 29 صفر 1434 هـ.

## السيرة الذاتية
ولدت في مدينة الرياض. هي الأبنة الوسطى في عائلة كبيرة متعلمة، رحلت والدتها- رحمها الله- وهي لم تتجاوز العاشرة من عمرها. كان والدها -رحمه الله - معلما لمادة الرياضيات، فعشقتها منذ الصغر وبرز نبوغها الفكري في حل الألغاز والألعاب التي تعتمد على المهارات الذهنية قبل التحاقها بالمدرسة. حصلت على درجة البكالوريوس في الرياضيات بتقدير ممتاز مع مرتبة الشرف الأولى. عينت معيدة في كلية التربية للبنات / قسم الرياضيات، ثم حصلت على درجة الماجستير في تخصص الجبر، تلتها الدكتوراه في تخصص (نظرية الأعداد الجبرية) من الكلية والقسم نفسيهما. كان بحثها في الدكتوراه حول المعادلات الديوفنتية ، فتمكنت من حل عدد من المعادلات الرياضية الجديدة واستحقت بذلك ادراج اسمها في الموسوعة العالمية (whos who in the world)

كانت المعادلات الديوفنتية بوابة دخولها لعالم المعادلات الذي عشقته وواصلت البحث و الدراسة فيه حيث وجدت المتعة الفكرية في التعامل مع الأرقام، فتمكنت من حل المزيد من المعادلات و توج ذلك التميز بحصولها على درجة أستاذ مشارك عام 1424هـ، ثم حصلت على درجة أستاذ في ذات التخصص عام 1430هـ ، تمكنت بعد ذلك من تلخيص جهودها العلمية المميزة حول المعادلات الديوفنتية بمشاركة العالم الفرنسي في البحث رقم ( 12).
تقلدت العديد من المناصب في جامعة الأميرة نورة بنت عبد الرحمن. منها منصب رئيسة قسم الرياضيات ثم وكيلة كلية التربية / الأقسام العلمية لشئون الطالبات والاختبارات وبعد ذلك وكيلة عمادة القبول والتسجيل بجامعة الأميرة نورة بنت عبد الرحمن وأخيرا عميدة لكلية العلوم بالجامعة لمدة قاربت الأربع سنوات حيث صدر أمر ملكي أ/45 لسنة 1434 القاضي بتكوين مجلس الشورى|الأمر الملكي الكريم التاريخي رقم أ/45 تاريخ 29/2/1434هـ القاضي بتكوين مجلس الشورى باختيارها مع أول دفعة لتمثيل المرأة السعودية في مجلس الشورى.

شاركت الدكتورة فدوى بمقالات وطنية واجتماعية وتربوية وثقافية في صحيفة الرياض. جمعتها في كتاب بعنوان (رحلتي مع صغيري الفهد).

## المسيرة العلمية
• بكالوريوس في العلوم و التربية تخصص رياضيات.
• ماجستير في الجبر بدرجة ممتاز
• دكتوراه الفلسفة في العلوم تخصص نظرية الأعداد الجبرية.
• لها أنشطة علمية في المؤتمرات والندوات والملتقيات وورش العمل داخل المملكة و خارجها.
•	برز اسمها في الطبعة الخامسة عشر من الموسوعة العالمية Who's Who In The World
• مثلت كلية العلوم بالجامعة في اجتماع عمداء كليات العلوم في اتحاد الجامعات العربية في عدة دول.
• رئيسة الملتقى العلمي الأول لكلية العلوم (مسيرة المرأة السعودية في كليات العلوم ) 1432هـ كلية العلوم.
• عضو مراجع في الموسوعة الأمريكية Mathematical Reviews الجمعية الأمريكية للعلوم الرياضية AMS من عام 2003/2013
• شاركت في اعداد ومراجعة خطط قسم الرياضيات بالجامعة و كذلك كتب الرياضيات للتعليم العام.
• عضو مجلس إدارة الجمعية السعودية للعلوم الرياضية لثلاث دورات متتالية.
• أدرج اسمها في (معجم أسبار للنساء السعوديات).
• شاركت في وضع اسئلة الثانوية العامة على مستوى المملكة عام 1417هـ.
• شاركت مؤسسة موهبة في بعض البرامج الإثرائية.
• لديها كتاب (أسس الرياضيات) للمرحلة الجامعية .
• شاركت في تأليف كتاب (التحليل الحقيقي) للمرحلة الجامعية.

## الأبحاث
1-	Abu Muriefah , F. and AL Rashed , A. “ The diophantine equation x^2+b= cy ^n” J. Anal. Num. Theo. 1, No. 1, 15-21 (2013).
2-	Abu Muriefah , F. and AL Rashed , A. “On the diophantine equation x^2-4p^m =± y ^n” Arab J. Math. Sci. 18, No. 2, 97-103 (2012).
3-	Abu Muriefah, F. Luca, F. Siksek, S. Tengely, S. “ On The diophantine equation x^2+C =2y ^n ". Int. J. Number Theo. 5, No. 6, 1117-1128 (2009).
4-	Abu Muriefah , F. and AL Rashed , A. “On The diophantine equation x^2=4q^m-4q ^n +9”. J. K.A. U. Science, Vol . 21 No. 1,135-141 (2009).
5-	Abu Muriefah , F. and AL Rashed , A. “ On the diophantine equation 5x^2+1= 6^n " , Far. East J. Pure Math. Sci. Vol. 31, No.1, 113-117 (2008).
6-	Abu Muriefah, F. Luca, F. and Togbé,T. “ On The diophantine equation x^2+ 5^a. 13^b= y^n ”. Glasgow Journal of Math. Glasgow Math. J. United Kingdom 5, 1-7 (2008).
7-	Abu Muriefah , F. “ The diophantine equation p x^2 +q^2k= y^n” J. Num. Theory. 218 (6) 1670-1675 (2008) .
8-	Abu Muriefah , F." An exponential Diophantine Equation ". Umm Al-Qura Univ. J. Sci. Med. Eng. 19 (1) 95-102 (2007).
9-	Abu Muriefah , F. " On the diophantine equation d1 x^2 +4d2= y^n ". Arab J. Math. Sci. 12(1) 1-6(2006).
10-	Abu Muriefah , F. and AL Rashed , A. "On The Simultaneous Diophantine Equations y^n2– x^2 =4 and Z^2–442 x^2 = 441" . Arabian J. Science and Engineering. Vol. 26 (1A) 207- 211 (2006)
11-	Abu Muriefah , F." On the diophantine equation x^2 +5^2k = y^n " . Demo Math. 319 (2) 285-289 (2006).
12-	Abu Muriefah , F. and Bugeaud, Y. “The Diophantine equation x^2 +c= y^n : a brief overview”. Rev. Columbiana Mat. , (40) 31-37 (2006).
13-	Abu Muriefah , F. and AL Rashed , A. (Some diophantine quadruples in the ring Z ).Math. Comm. (9) 1-8(2004).
14-	Abu Muriefah , F. and AL Rashed , A. "On the extendibility of the diophantine triple {1,5,c}". Inter. J. Math. and Math. Sci. 33, 1737-1746(2004).
15-	Abu Muriefah, F. and Arif, S. “ On The diophantine equation x^2 + q^(2k+1)= y^n” J. Num. Theory. 95, 95-100(2002).
16-	Abu Muriefah, F. “ On The diophantine equation p x^2 + 3^n = y^p” . Tamkang J. Math. Sci. Vol. 31(1) 79-84(2001).
17-	Abu Muriefah, F. “ On The diophantine equation A x^2 +2^2m = y^n” . Inter. J. Math. and Math. Sci. 25(6) 373-381. (2001).
18-	Abu Muriefah, F. and Arif, S. “ On The diophantine equation x^2 + q^2k = y^n” Arabian J. Science and Engineering. Vol. 26 (1A) 53- 62 , (2001).
19-	Abu Muriefah, F . “ On The diophantine equation x^3 = dy^2 q^2” . Inter. J. Math. and Math. Sci.Vol.28(8) 493-497,(2001).
20-	Abu Muriefah, F. and Arif, S. “On The diophantine equation x^2 + 2^k = y^n II ” .Arab J. Math. Sci. Vol.7,(2) 67-71. (2001).
21-	Abu Muriefah, F. and Arif, S. “ On The diophantine equation x^3= d y^3 + p^3” . Far. East J. Pure Math. Sci. ( FJMS)1149-157. (2000).
22-	Abu Muriefah, F. and Arif, S. “ The diophantine equation x^2 +5^(2k+1) = y^n”. Indian J. Pure. Appl. Math. 30(3) 229-231, ( 1999).
23-	Arif, S. and Abu Muriefah, F. “ On The diophantine equation x^2 +3^m = y^n” . Inter. J. Math. and Math. Sci. 21, 619-620. (1998).
24-	Abu Muriefah, F. and Arif, S. “ On a diophantine equation” . Bull. Austral. Math. Soc. 57, 189-198.(1998).
25-	Arif, S. and Abu Muriefah, F. “ On The diophantine equation x^2 + 2 ^k = y^n ” . Inter. J. Math. and Math. Sci. 20, 299-304. (1997).